# Ulica Bonerowska w Krakowie
Ulica Bonerowska – ulica w Krakowie, w dzielnicy I Stare Miasto, na Wesołej. W 1907 roku otrzymała nazwę dla upamiętnienia rodziny mieszczańskiej Bonerów. Łączy ul. Librowszczyzna z ul. Morsztynowską (przed estakadą linii kolejowej nr 91). W latach 1940–1945 nosiła niemiecką nazwę Stillegasse.

## Budynki w Gminnej Ewidencji Zabytków Krakowa
- nr 1 – kamienica z 1905 roku
- nr 2 – kamienica z 1898 roku autorstwa Józefa Pokutyńskiego
- nr 3 – kamienica. W suterynach w roku 1921 mieścił się zbór Badaczy Pisma Świętego, a w roku 1927 oraz w latach 1930–1933 Zbór Zrzeszenia Wolnych Badaczy Pisma Świętego w Krakowie.
- nr 4 – kamienica z 1902 roku
- nr 5 – kamienica z 1910 roku, w której w latach 1953–1959 mieszkał Stanisław Lem.
- nr 6 – kamienica z 1906 roku autorstwa Henryka Lamensdorfa
- nr 8 – kamienica z 1909 roku
- nr 9 – kamienica z 1909 roku autorstwa Henryka Lamensdorfa.
- nr 10 –  kamienica autorstwa Henryka Lamensdorfa, w której mieścił się przed II wojną światową Internat Uczniów Rzemieślniczych Zakładu Wychowawczego Sierot Żydowskich.
- nr 11 – kamienica z 1909 roku autorstwa Henryka Lamensdorfa.
- nr 12 – kamienica z 1909 roku autorstwa Henryka Lamensdorfa
- nr 14 – kamienica z 1909 roku autorstwa Henryka Lamensdorfa

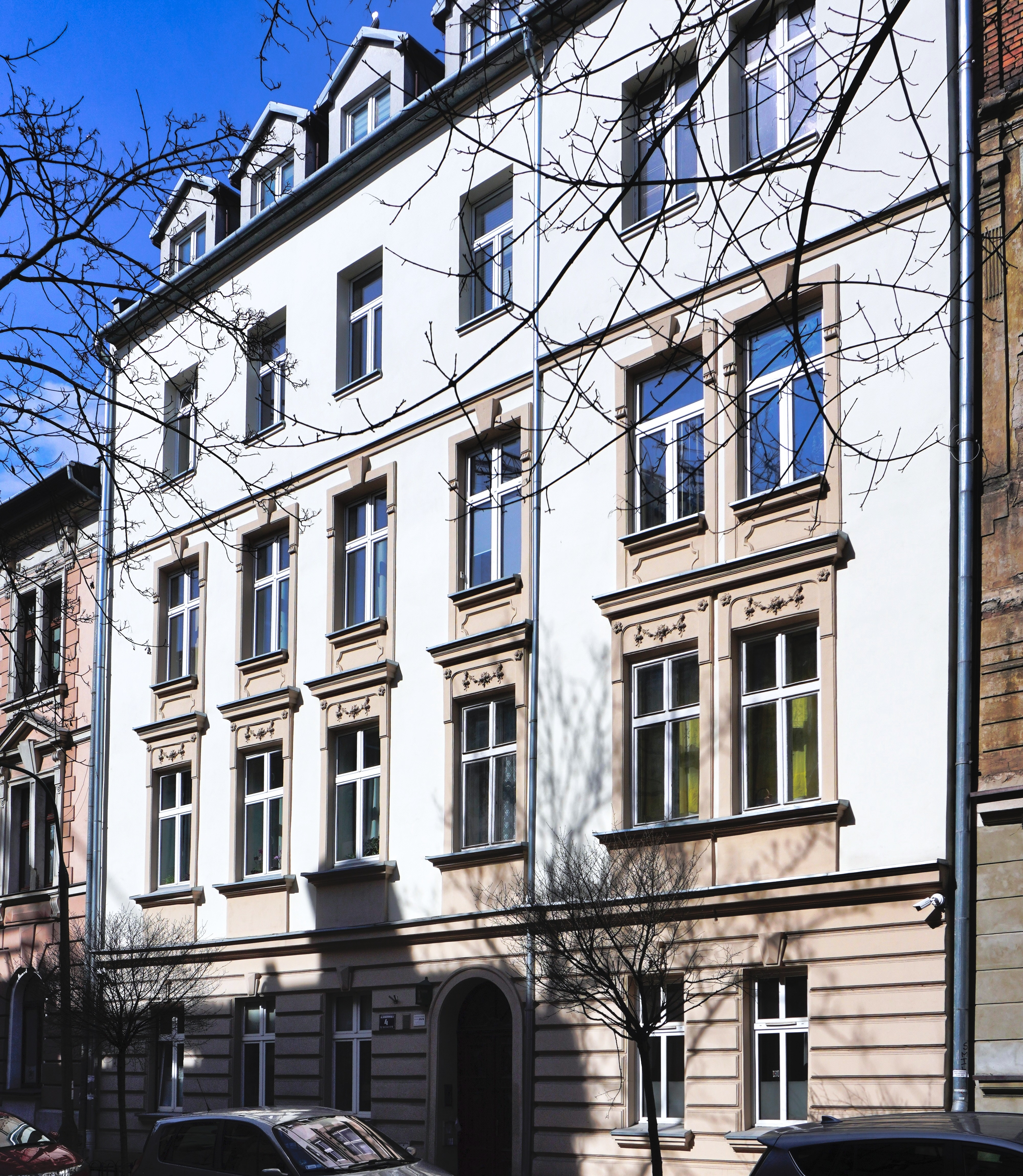
ul. Bonerowska 4 Kamienica (1902)
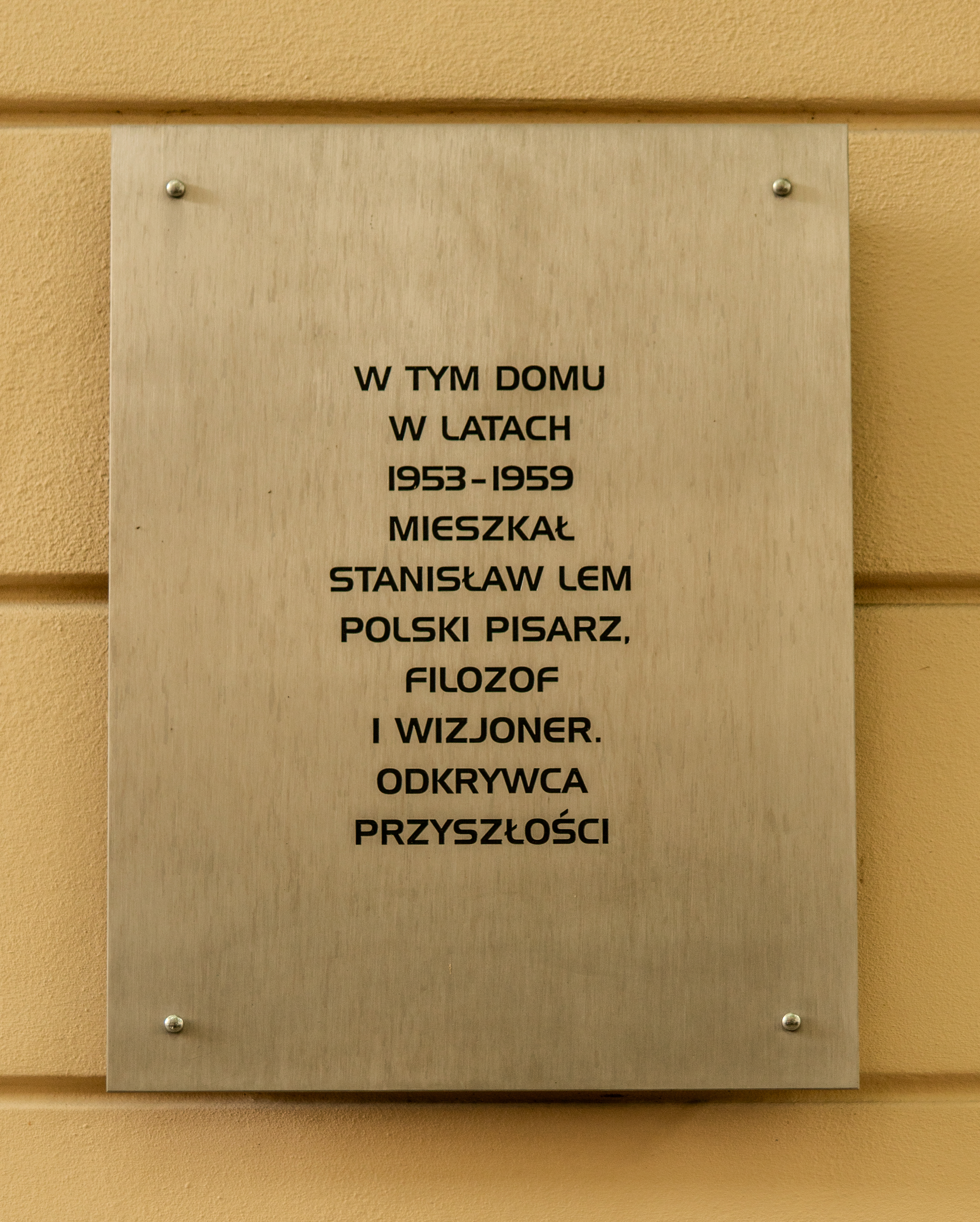
Tablica na kamienicy pod nr 5, w której mieszkał Stanisław Lem
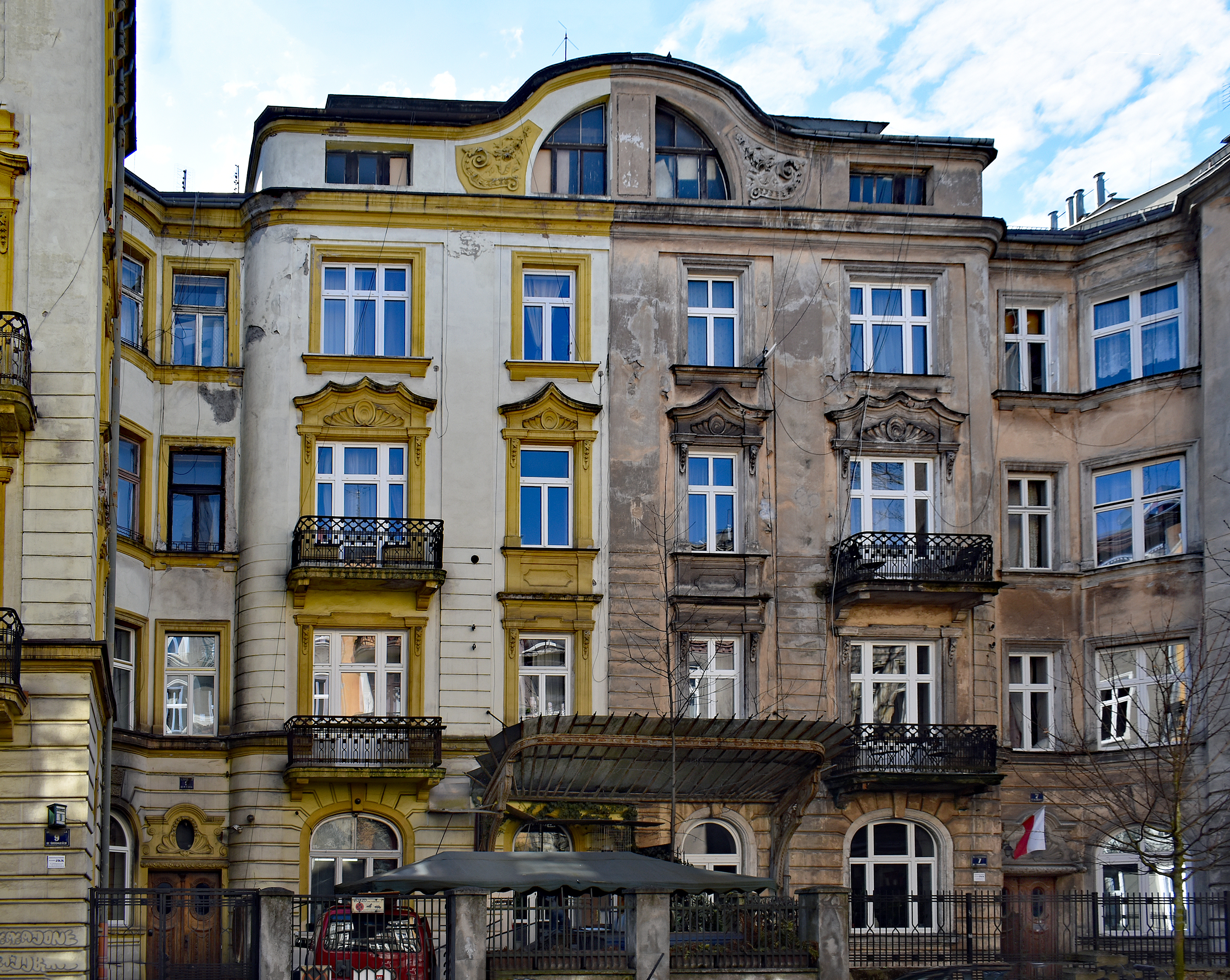
Kamienica o Dwóch Oficynach pod nr 7–9
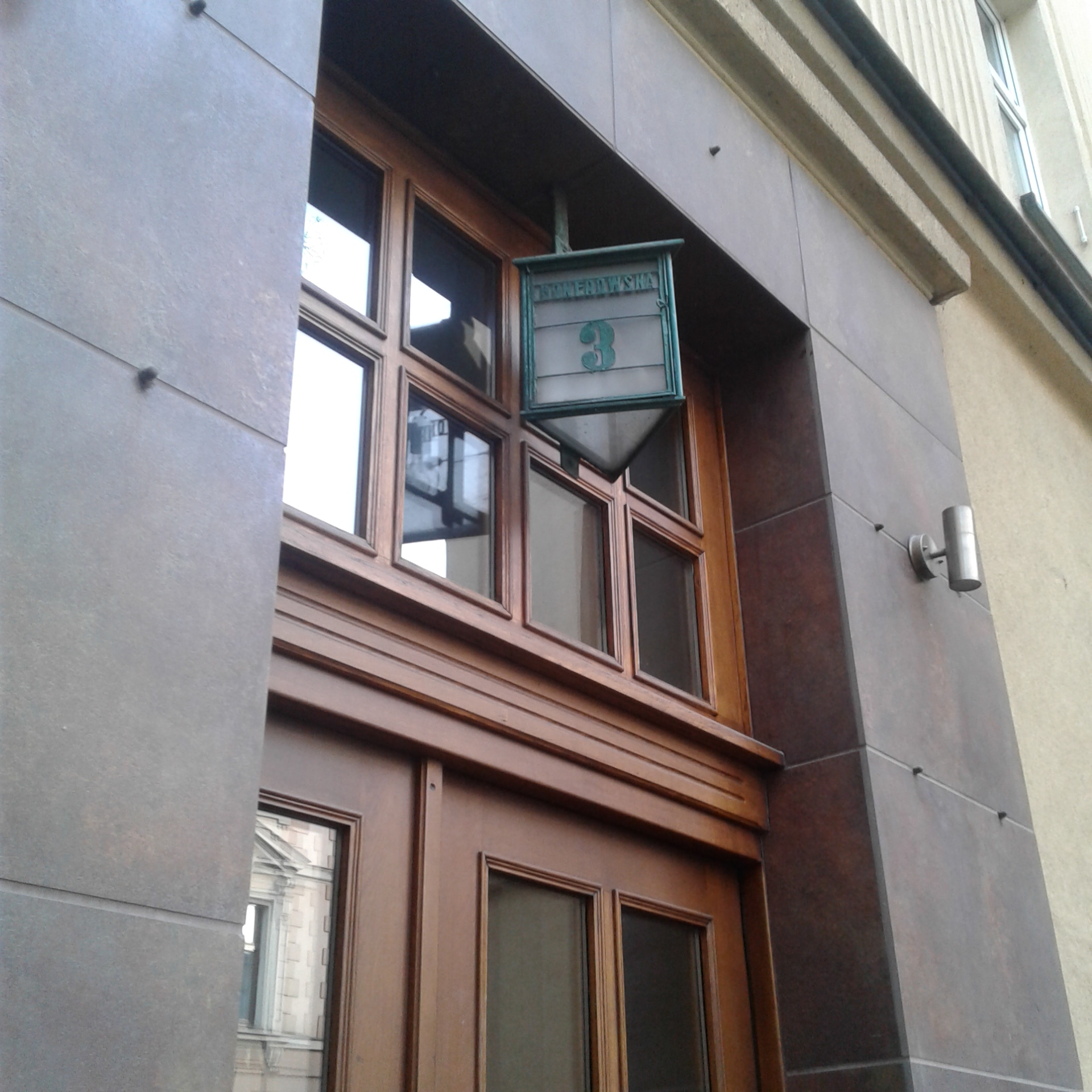
Wejście do kamienicy pod 3, w której w roku 1921 mieścił się zbór Badaczy Pisma Świętego
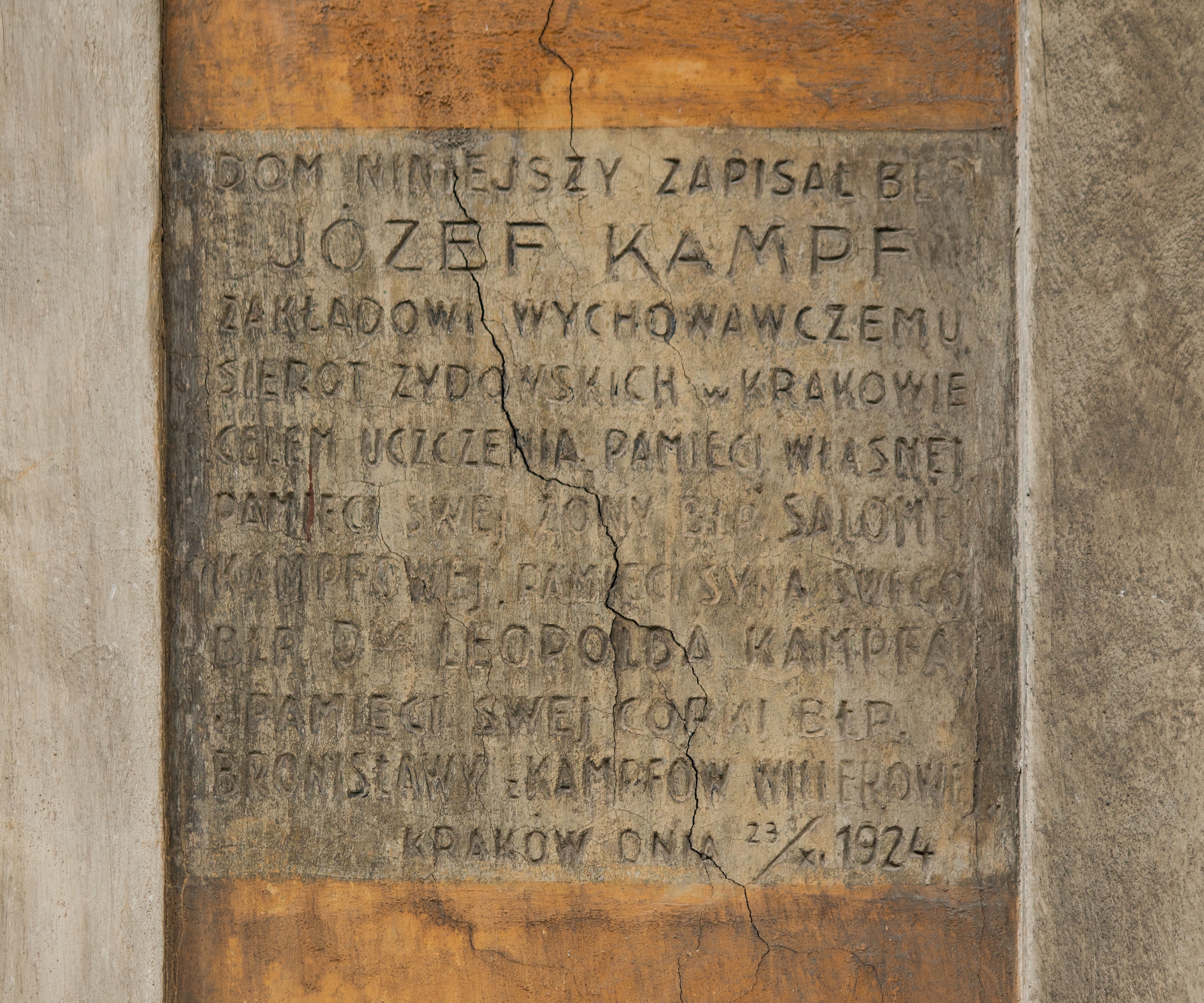
Tablica pamiatkowa. Józef Kampf
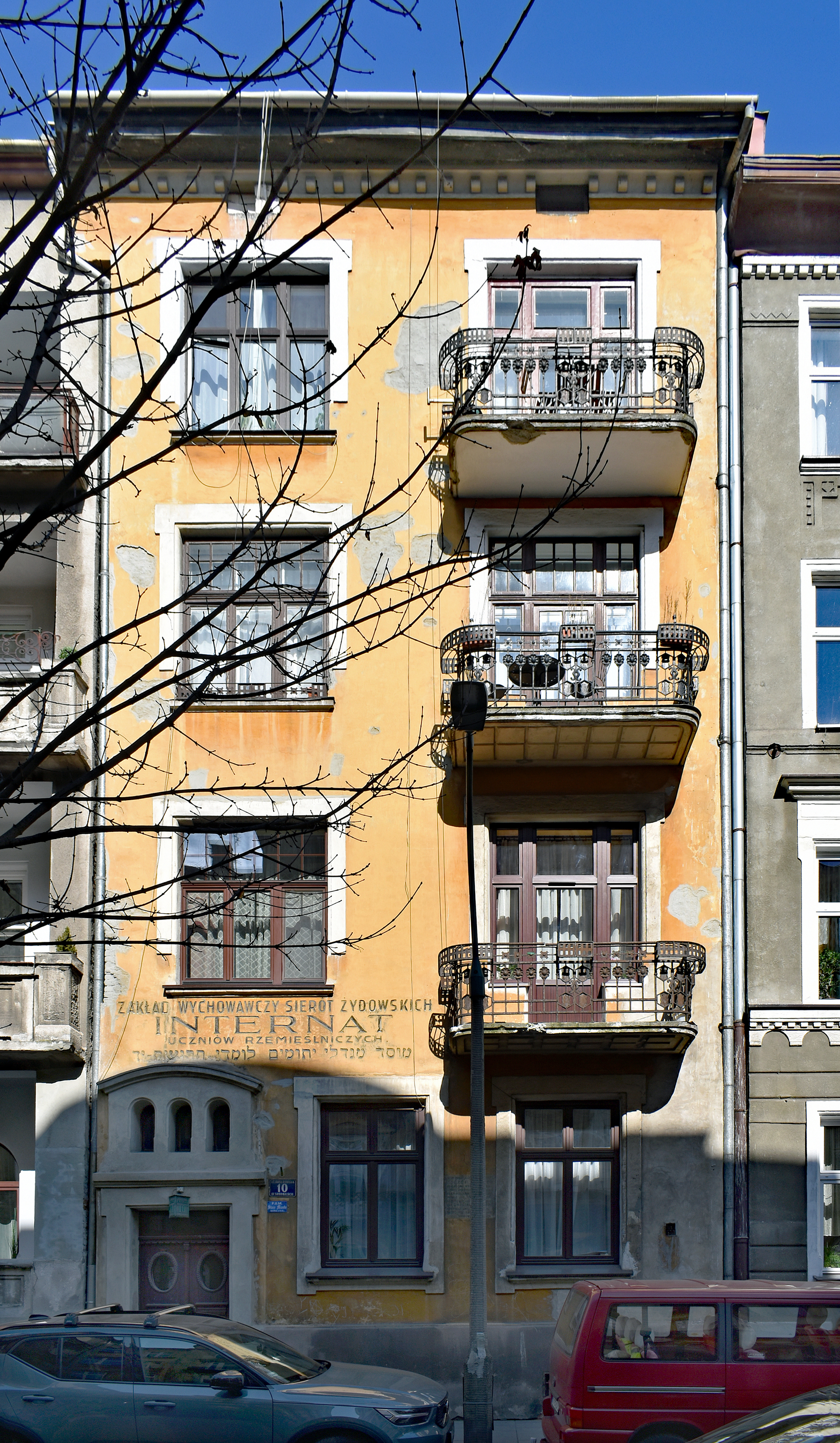
Kamienica były Internat Uczniów Rzemieślniczych Zakładu Wychowawczego Sierot Żydowskich ul. Bonerowska 10